# Hulegaru, Sagar
Hulegaru là một làng thuộc tehsil Sagar, huyện Shimoga, bang Karnataka, Ấn Độ.